# Liste der Biografien/Bergt
Liste der Biografien |
Portal Biografien |
Personensuche
# |
A |
B |
C |
D |
E |
F |
G |
H |
I |
J |
K |
L |
M |
N |
O |
P |
Q |
R |
S |
T |
U |
V |
W |
X |
Y |
Z |
?
 
Ba |
Be |
Bd |
Bg |
Bh |
Bi |
Bj |
Bl |
Bm |
Bn |
Bo |
Br |
Bs |
Bu |
Bw |
By |
Bz
 
Bea–Beb |
Bec |
Bed |
Bee |
Bef |
Beg |
Beh |
Bei |
Bej |
Bek |
Bel |
Bem |
Ben |
Beo |
Bep |
Beq |
Ber |
Bes |
Bet |
Beu |
Bev |
Bew |
Bex |
Bey |
Bez
 
Bera |
Berb |
Berc |
Berd |
Bere |
Berf |
Berg |
Berh |
Beri |
Berj |
Berk |
Berl |
Berm |
Bern |
Bero |
Berq |
Berr |
Bers |
Bert |
Beru |
Berv |
Berw |
Berx |
Bery |
Berz
 
Berga |
Bergb |
Bergc |
Bergd |
Berge |
Bergf |
Bergg |
Bergh |
Bergi |
Bergj |
Bergk |
Bergl |
Bergm |
Bergn |
Bergo |
Bergq |
Bergr |
Bergs |
Bergt |
Bergu |
Bergv |
Bergw
Die Liste der Biografien führt alle Personen auf, die in der deutschsprachigen Wikipedia einen Artikel haben. Dieses ist eine Teilliste mit 9 Einträgen von Personen, deren Namen mit den Buchstaben „Bergt“ beginnt.

## Bergt
- Bergt, Bengt (* 1982), deutscher Politiker (SPD), MdB
- Bergt, Christian Gottlob August (1771–1837), deutscher Organist und Komponist
- Bergt, Günter (* 1943), deutscher Politiker (Die Linke), Agraringenieur, Volkskammerabgeordneter
- Bergt, Walther (1864–1941), deutscher Geologe

### Bergte
- Bergtel, Rudolf (1897–1981), deutscher Gewerkschaftsfunktionär und Widerstandskämpfer
- Bergtel-Schleif, Lotte (1903–1965), deutsche Bibliothekarin, aktiv im Widerstand gegen den Nationalsozialismus
- Bergter, Friedrich (1924–2010), deutscher Mikrobiologe

### Bergth
- Bergþór Ólason (* 1975), isländischer Politiker der Zentrumspartei

### Bergtu
- Bergtun, Malin (* 1997), norwegische Biathletin